# Jucătorul de șah
Jucătorul de șah (titlul german: Schachnovelle) este o nuvelă psihologică scrisă de Stefan Zweig înaintea sinuciderii sale (în februarie 1942). A apărut prima dată în 1943. Cu toate că are aparent un rol central în construcția operei, jocul de șah este, la fel ca personajul McConnor, doar un pretext pentru tema torturii psihice și a consecințelor ei asupra firii umane.
Nuvela a fost tradusă în limba română de J. Popper după ediția franceză și a fost publicată în numărul 47 al Colecției „Povestiri științifico-fantastice” editată de revista Știință și Tehnică.

## Rezumat
Acțiunea nuvelei se petrece pe un vapor care pornește de la New York cu destinația America de Sud. Naratorul află despre prezența la bord a campionului mondial de șah Mirko Czentovic, pe care este curios să îl cunoască. Pentru a-și atinge acest țel, organizează un joc de șah cu alți pasageri, sperând să-i trezească astfel lui Czentovic curiozitatea. Dintre jucători se remarcă inginerul McConnor, care – deși pierde fiecare joc cu naratorul – se încăpățânează, sub diferite pretexte, să continue. Czentovic remarcă jocul și este convins de McConnor – în ciuda reținerii sale inițiale – să joace, în schimbul unei sume de 250 de dolari de partidă. A doua zi, Czentovic apare cu întârziere și propune să joace împotriva întregului grup. După mai multe mutări, partida pare a fi pierdută, până când un personaj misterios apare și îl ghidează pe McConnor să reușească maximul posibil, o remiză. Deși are rețineri, este convins de persoanele prezente să participe a doua zi la o partidă cu campionul de șah. Când este pe cale să piardă primul joc contra lui Dr. B., răstoarnă tabla de șah. Deși își propusese să joace doar un joc, Dr. B, acceptă un al doilea, pierzându-și treptat firea și intrând într-o transă maniacală. Naratorul îl oprește la timp.

## Personaje

### Mirko Czentovic
Campionul mondial de șah, care joacă cu o precizie mecanică și nu a mai pierdut nici o partidă de luni de zile. Este fiul unui marinar de pe Dunăre. După moartea tatălui său, când avea 12 ani, Mirko fusese crescut din milă de un preot. Acesta nu reușise să îl educe, copilul fiind descris ca leneș, stupid, mintea lucrându-i încet. Destinul i se schimbă doar când se descoperă singurul său talent, jocul de șah. Personajul este înfățișat de narator drept arogant și avid după bani. 

### McConnor
Inginer scoțian, incapabil în a juca șah, dar încăpățânat. Aroganța sa violentă este esențială în organizarea partidelor de pe vas contra campionului Czentovic.

### Dr. B.
Personaj educat și retras, apare în timpul partidei dintre McConnor și Mirko Czentovic și îi ajută pe adversarii campionului să nu piardă. Îl poftește pe narator să se așeze pe punte și îi povestește povestea vieții sale. Fusese unul dintre administratorii averii imperiale austriece și, la un moment dat, a fost arestat de naziști. Pentru a-l determina să deconspire secretele știute, anchetatorii îl supun unei torturi psihice rare. Îl izolează total într-o cameră austeră de hotel și în afara anchetelor îl țin lipsit de orice contact uman, chiar și cu paznicii. Pentru a nu înnebuni și a ceda psihic, fură în timpul unei anchete, într-un moment de neatenție a paznicilor, o carte dintr-o haină de pe un cuier. Ajuns în cameră, își dă seama că obiectul luat la întâmplare este un repetitor al unor partide de șah faimoase. Acestea îl țin ocupat pentru un timp, însă după ce le învață pe de rost, înceapă să „joace orb”, împotriva sa, ceea ce îl duce într-o stare schizofrenică, de dedublare a personalității. Are o cădere psihică și medicul care îl tratează îl declară nebun; este eliberat și obligat să părăsească țara în două săptămâni. Pe vapor intră pentru prima dată din nou în contact cu jocul care simultan îl și salvase, și aproape îl omorâse.

## Recepție critică și publică
Recepția cărții de către public a fost foarte bună, fiind tipărită în tiraje de sute de mii de exemplare și tradusă în mai multe limbi. Marele critic literar german Marcel Reich-Ranicki, în rubrica sa săptămânală din Frankfurter Allgemeine Zeitung, laudă mai ales stilul literar, dar găsește că operei îi lipsește substanța profundă: „întotdeauna nuvelele lui Zweig oferă un portret al figurii centrale. Analiza psihologică este scopul și cauza acestor povestiri. Multe dezamăgesc totuși la sfârșit. Chiar și după lectura nuvelei strălucit scrise Jucătorul de șah, se impune întrebarea: «Ei și»?”

## Ediții
- de  Stefan Zweig și Siegfried Unseld. Schachnovelle. S. Fischer, 1995.